# アックアヴィーヴァ・ディゼルニア
アックアヴィーヴァ・ディゼルニア（イタリア語: Acquaviva d'Isernia）は、イタリア共和国モリーゼ州イゼルニア県にある、人口約400人の基礎自治体（コムーネ）。

## 地理

### 位置・広がり
イゼルニア県中部のコムーネである。

#### 隣接コムーネ
隣接するコムーネは以下の通り。
- チェッロ・アル・ヴォルトゥルノ
- フォルリー・デル・サンニオ
- モンテネーロ・ヴァル・コッキアーラ
- リオネーロ・サンニーティコ